# Gregor Antes
 Gregor Peter Antonius Antes (* 13. Juni 1939 in Zürich) ist ein Schweizer Physiker und Erfinder. Er war der Entwickler von Kinegrammen.

## Leben
Gregor Antes wuchs in Zürich als Sohn eines Mediziners auf. Er besuchte die Primarschule in Zürich-Fluntern von 1946 bis 1953. Die Mittelschule absolvierte er am Kollegium Schwyz und schloss mit der Eidgenössischen Matura Typus B 1959 ab. Anschliessend machte er ein Physikstudium an der ETH Zürich, welches er mit einer Diplomarbeit in experimenteller Plasmaphysik an der Abteilung für Hochfrequenztechnik bei Fritz Borgnis 1965 abschloss. Antes nahm eine Stelle als Vorlesungs- und Praktikumsassistent bei Wolfgang Berg, dem Leiter des Fotografischen Instituts der ETH Zürich, an. Antes las von der Holografie und interessierte sich sehr dafür. Auf seine Anregung hin kam ein Kolloquium mit Dennis Gábor, dem ungarischen Entwickler der Holografie, in Zürich zustande. Berg einigte sich mit Antes, dass er eine Doktorarbeit auf diesem Gebiet in Angriff nehmen konnte. Weil jedoch im Institut von Berg die dafür notwendigen Einrichtungen fehlten, baute Antes die nahe gelegenen Kellerräumlichkeiten seines Elternhauses geeignet um. In diesem Labor entstanden erstmals Hologramme in der Schweiz. Antes schrieb Fachartikel über dieses neue Gebiet in der Neuen Zürcher Zeitung.
Antes erhielt 1974 das Angebot, bei Landis & Gyr (L&G) in Zug ein neues Labor für kohärente Optik im Zentrallaboratorium der Firma einzurichten. Als Entwicklungsleiter der neugegründeten Abteilung Monetics erhielt er 1984 die Aufgabe, Verfahren zur Münzprüfung sowie zur Sicherung von Dokumenten, Banknoten und Wertschriften zu entwickeln. Dazu wurden beugungsoptische Mikrostrukturen entwickelt und erprobt. Um diese Sicherheitsmerkmale zu erkennen, wären spezielle Lesegeräte notwendig gewesen. Notenbanken wollten jedoch schwer zu imitierende Sicherheitsmerkmale, welche leicht zu verifizieren waren. Hologramme schieden als Möglichkeit aus, weil potentielle Kunden eine neuartigere Technik forderten und Schwierigkeiten bei Papiersubstraten im Gegensatz zu Plastikkarten auftraten. Bei der neu durch Antes und sein Team entwickelten Technik werden mehrere Beugungsmuster so zusammengefügt, dass von blossem Auge je nach Blickrichtung gut erkennbare bewegte Bilder (Optically Variable Devices OVDs) entstehen, welche den Markennamen Kinegram tragen. Die so zusammengestellten, komplexen Mikrostrukturen werden auf einer Folie eingeprägt und sind sehr schwer nachzuahmen. Antes ist der hauptsächliche Erfinder dieser Art von Sicherheitsmerkmalen, wovon zahlreiche Patente mit seinem Namen als Erfinder zeugen. Die erste praktische Anwendung von L&G-Kinegrammen erfolgte 1987 in Reisepässen des Staates Saudi-Arabien. Die Österreichische Nationalbank folgte 1988 mit einer entsprechend gesicherten Banknote von 5000 Schilling, wobei ein Portrait von Mozart wechselweise nach rechts oder links blickt. Ab 1995 wurden sukzessive Schweizer Geldscheine mit Kinegrammen ausgestattet. Inzwischen gibt es sogar mit Kinegrammen geschützte Goldbarren-Verpackungen.
Antes verliess die Firma Landis & Gyr im Jahr 1993. Als Selbständiger arbeitete er später als Tonmeister. Er entwickelte eine Tonaufnahmetechnik, um mittels eines Mehrkanal-Tonsystems einen optimalen Raumklang zu erzeugen. Er war ebenfalls in der CD- und DVD-Produktion tätig.

## Veröffentlichungen, Auswahl
- mit Meystre et al.: Quantum Mechanical Approach to Rabi Flipping. Phys. Lett., 49A (1974), S. 85–86
- mit Baltes und Steinle: Spectral Coherence and the Radiant Intensity  from Statistically Homogeneous and Isotropic Planar Sources. Optics Communications, 18 (1976), S. 242–246.
- mit Selloni et al.: Open-System Theory of Photodetection: Dynamics of Field and Atomic Moments. J. Phys. A11 (1978), S. 1427–1438.
- mit Baltes et al.: Diffuse Reflectance and Coherence. Infrared Physics, 19 (1979), S. 461–464
- Das Instrument der experimentellen Optik bei Landis & Gyr. In: Landis & Gyr Mitteilungen, 1–80, S. 12–13.
- Der optische Münzprüfer. In: Landis & Gyr Mitteilungen, 1–80, S. 27–30.
- Projektionsschirm mit optischer Lichtausbeute und Fremdlichtdiskriminierung für Hellraum-, Fernseh- und Stereoprojektion. In: Landis & Gyr Mitteilungen, 1–80, S. 33–39.

Ehrungen
Gregor Antes wurde im Mai 2023 in die Hall of Fame der International Association of Currency Affairs (IACA) aufgenommen.